# Томе, Робсон
Робсон Матеус Томе де Араухо Бенегас (исп. Robson Matheus Tomé de Araújo Benegas; род. 18 мая 2002, Санта-Крус-де-ла-Сьерра) — боливийский футболист бразильского происхождения, полузащитник клуба «Олвейс Реди» и сборной Боливии.
Томе родился в семье бразильца и боливийки.

## Клубная карьера
Томе — воспитанник клубов «Коринтианс», «Португеза Деспортос», «Палмейрас» и «Крузейро». В начале 2023 года игрок подписал контракт с боливийским «Олвейс Реди». 17 февраля 2024 года в матче против «Университарио де Винто» он дебютировал в боливийской Примере. 21 февраля в поединке Южноамериканского кубка против перуанского «Спортинг Кристал» Робсон забил свой первый гол за «Олвейс Реди».

## Международная карьера
В 2019 году в составе юношеской сборной Боливии Томе принял участие в юношеском чемпионате Южной Америки в Перу. На турнире он сыграл в матчах против команд Эквадора, Венесуэлы, Перу и Чили. В поединке против венесуэльцев Робсон забил гол.
25 марта 2024 года в товарищеском матче против сборной Андорры Томе дебютировал за сборную Боливии.